# Pistenraupe

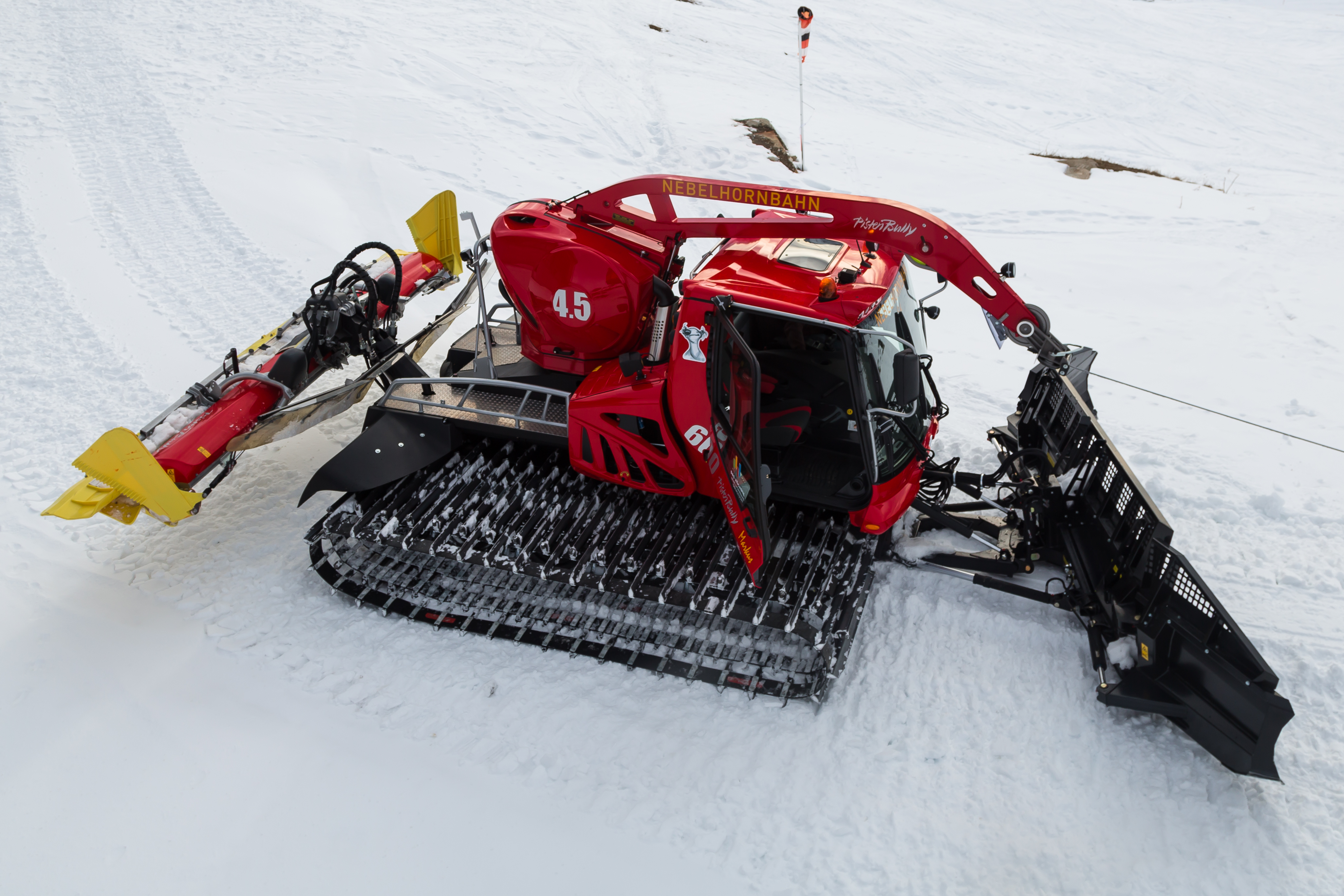
Pistenraupe (Pistenfahrzeug) mit Räumschild, Nachlauffräse und Seilwinde

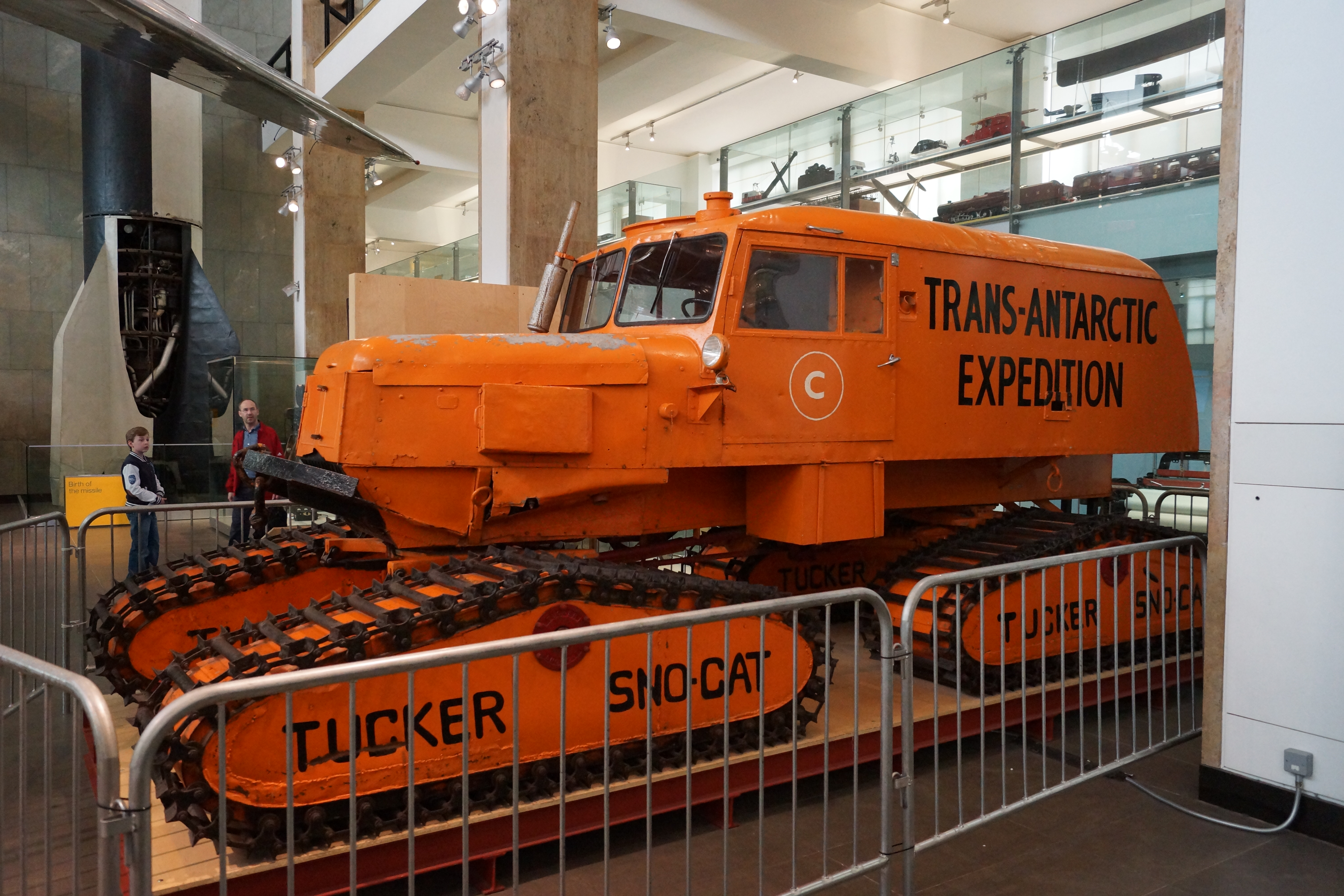
Der Urvater der Pistenfahrzeuge, die Tucker Sno-Cat der Transantarktischen Expedition 1955–1958

Eine Pistenraupe ist ein zum Fahren auf Schnee gebautes Kettenfahrzeug. Pistenraupen werden zur Pistenpräparierung, also der Aufbereitung von Schneeflächen zu Skipisten und Loipen, sowie zum Transport von Personen und Material überwiegend in Skigebieten verwendet.

## Namen
Pistenraupen werden auch als Pistenwalzen oder Schneeraupen bezeichnet, in der Schweiz außerdem als Pistenfahrzeuge, in Österreich auch als Pistengeräte und in Südtirol als Schneekatzen.
In der Umgangssprache haben sich die Bezeichnungen PistenBully (Pistenraupe von Kässbohrer), Schneekatze und Ratrac (Händlername) – teilweise als Begriffsmonopol – eingebürgert.
„Schneekatze“ ist dabei eine direkte Übersetzung der englischen Bezeichnung snowcat, die sich wiederum vom Namen des Herstellers Tucker Sno-Cat ableitet. Cat bedeutet im Englischen „Katze“, wird aber auch als Kurzform für Caterpillar (engl. „Raupe“, auch in der Bedeutung Gleiskette, wie etwa im Unternehmensnamen Caterpillar) verwendet.

## Funktion
Die Gleisketten einer Pistenraupe sind besonders breit gebaut, um ein niedriges Flächengewicht zu erreichen. Sie weisen besonders tiefe Stege aus Metall (meist Aluminium) auf, um maximale Griffigkeit auch auf rutschigem Schnee zu erlangen.
Sofern sie zur Präparierung von Skipisten oder Loipen verwendet werden, sind Pistenraupen vorn mit einer Schaufel (Räumschild) sowie hinten mit Spezialgerät zur Oberflächenbearbeitung der Piste, etwa einer Fräse (oder Walze), ausgerüstet. Fährt das Pistenpräparationsfahrzeug über eine geschlossene Schneedecke, schiebt es Schnee vor sich her und gleicht damit Unebenheiten des Untergrundes aus. Gleichzeitig wird der Schnee durch das Gewicht des Fahrzeuges verdichtet und mit der Nachlauffräse „umgegraben“ und geebnet. Die Verdichtung ist die Voraussetzung für die rasche Sinterung des Schnees und damit eine über längere Zeit haltbare Skipiste.

### Antrieb
Pistenraupen wurden seit den 1970er-Jahren jahrzehntelang ausschließlich durch Dieselmotoren angetrieben. Diese treiben jedoch nicht die Ketten direkt an, sondern erzeugen über eine Hydraulikpumpe Druck, welcher über Hydraulikmotoren die Ketten antreibt.
Seit 2012 bietet Kässbohrer auch Pistenraupen mit dieselelektrischem Kettenantrieb an. Die benötigte elektrische Energie wird dabei entweder durch den Dieselmotor oder Rekuperation beim Bergabfahren erzeugt. Nach Angaben des Herstellers wird so bis zu 20 Prozent weniger Dieselkraftstoff benötigt und der Motor soll auch hydriertes Pflanzenöl vertragen.
Prinoth stellte Ende 2020 ein Versuchsfahrzeug mit Brennstoffzelle, den Leitwolf H2-Motion, sowie eine kleinere Raupe mit batteriebetriebenen Elektromotor vor, den Husky eMotion. Im Oktober 2022 wurde auch eine Version des Leitwolf H2-Motion mit einem Verbrennungsmotor für Wasserstoff vorgestellt. Mit Stand Juli 2023 kündigt das Unternehmen auf seiner Webseite an, der Husky eMotion gehe in Serienproduktion; die wasserstoffgetriebenen Leitwolf-Modelle werden dort weiterhin als Konzeptfahrzeuge präsentiert. Ende 2022 stellte auch Kässbohrer eine rein batterieelektrische Pistenraupe vor.

### Zusatzgeräte

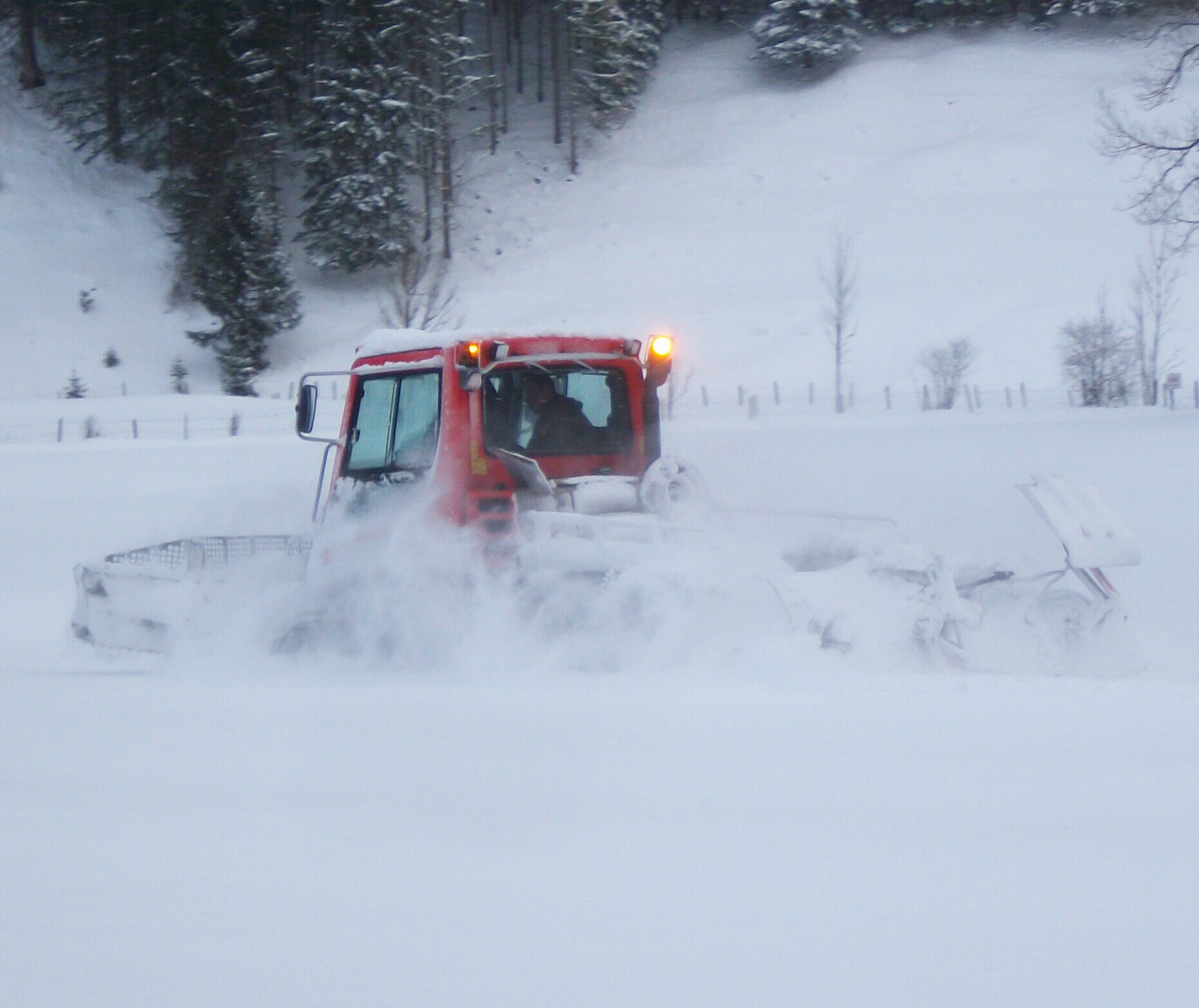
Kässbohrer PistenBully 100 mit Loipenspurgerät

Für Pistenraupen sind verschiedene Zusatzgeräte erhältlich. Sie werden regelmäßig vorne mit einem Räumschild und hinten mit einer Nachlauffräse ausgestattet. Darüber hinaus gibt es weitere Spezialgeräte, zum Beispiel Kräne, Schneeschleudern, Geräte zum Formen von Halfpipes oder zum Spuren von Loipen, Transportgabeln für Paletten, Transportboxen Passagierkabinen oder Seilwinden.

### Seilwinden-Unterstützung

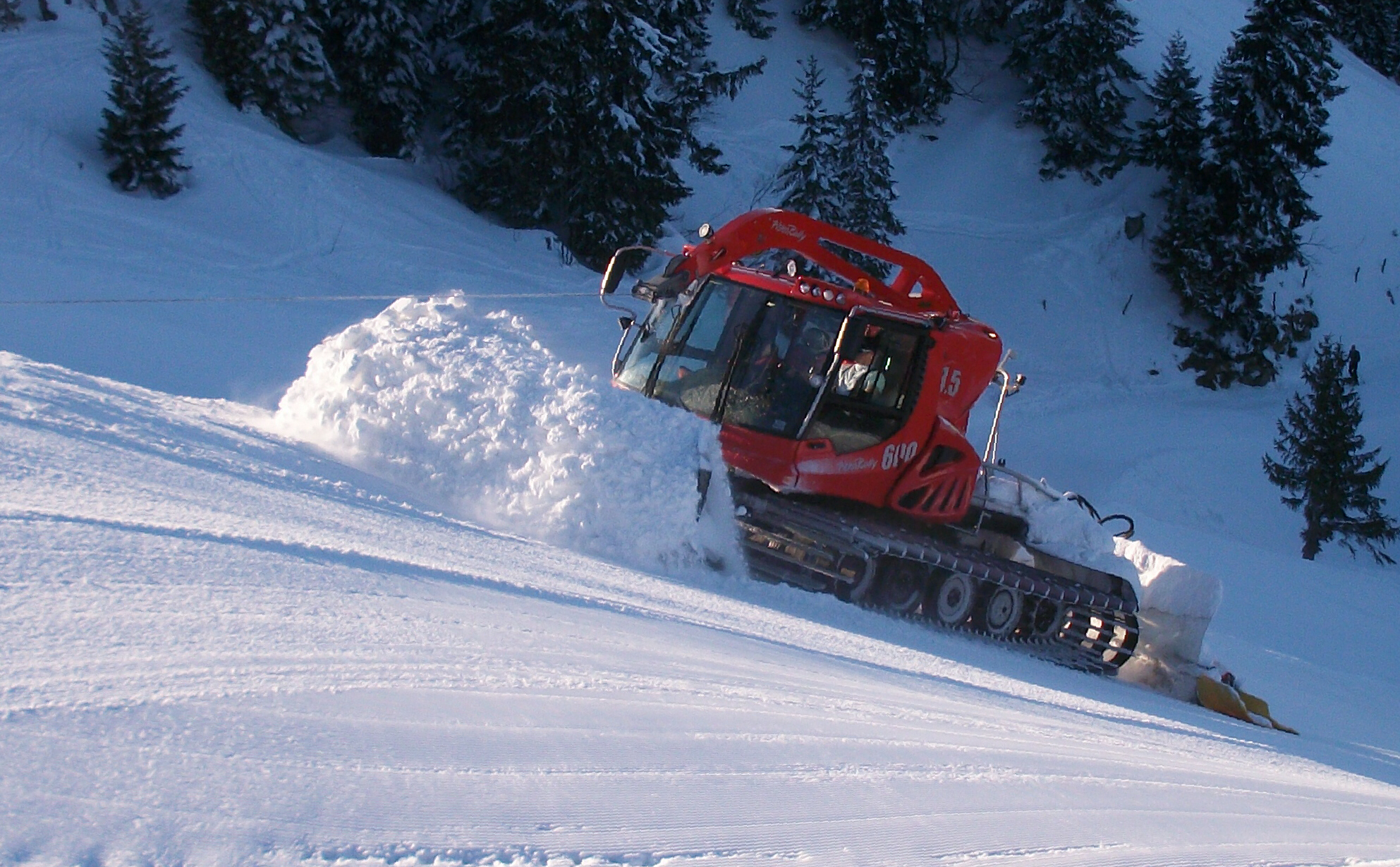
Kässbohrer PistenBully 600 W SCR mit 4.5-Tonnen-Winde aktiv

Pistenraupen können durch ihren niedrigen Schwerpunkt und die große Aufstandsfläche zwar sehr große Steigungen bewältigen, werden dabei aber teilweise durch Seilwinden unterstützt. Solche Windenmaschinen werden mittlerweile nicht nur an extremen Steigungen eingesetzt, sondern auch zum untergrundschonenden Verschieben großer Schneemengen. Mit Seillängen bis zu 1.450 m und einer Zugkraft bis zu 47 kN  (entspricht 4,8 t) unterstützen Seilwinden die Pistenraupen an steilen Hängen (Seilpräparierung). Gefahrenpotential birgt die Methode, bei der die langen Seile unter Belastung plötzlich auf- und querschnellen können, auch wenn man die Pistenraupe gar nicht sieht, im Kontext der Nachttouren von Skibergsteigern (Tourengehern) wie auch Schneeschuhwanderern.

### Umweltbedingungen
Konstruktionsmaterial, Motor und Technik einer Pistenraupe sind für den Betrieb bei extrem niedrigen Temperaturen und widrigen Witterungsverhältnissen ausgelegt. Die Kabine ist speziell wärmegedämmt und durch besondere Beschichtungen, Windschilde und Heißluftgebläse gegen Vereisung geschützt.

### Schneesportler-Warnung
Pistenraupen warnen Schneesportler durch ein oder mehrere orangefarbene Rundumlichter und akustische Signale vor lebensgefährlichen Kollisionen. In den meisten Skigebieten kommen Pistenraupen heute zudem nur noch außerhalb der Betriebszeiten zum Einsatz, also am späten Nachmittag und nachts. Es kommt gelegentlich zu Unfällen, oft mit schwerwiegenden Folgen, da sich Wintersportler zu knapp an Raupen heranwagen, der Lenker der Pistenraupe nur eingeschränkte Sicht auf die Umgebung hat, nur begrenzte Aufmerksamkeit aufbieten kann und die Raupenketten selbst vorstehende Stege aus Aluminiumblech aufweisen.

## Geschichte

### 1922–1965: Erfindung der ersten Pistenraupen
Die ersten Kettenfahrzeuge zur Fahrt über den Schnee entstanden in Nordamerika. Der Kanadier Armand Bombardier hatte bereits 1922 einen Motorschlitten konstruiert. 1935 brachte er den SnowCoach auf den Markt, der vorne mit Kufen und hinten mit einem Kettenantrieb ausgestattet war. Wenig später brachte Tucker mit dem Sno-Cat ein ähnliches Produkt auf den Markt. Diese Fahrzeuge waren jedoch nur zu Transportzwecken gebaut worden.
Mit der starken Verbreitung des Skifahrsports in den 1950er-Jahren entstand der Bedarf nach Geräten, um den Schnee auf den Pisten zu komprimieren. Die ersten Geräte in den Alpen waren dabei handgezogene Walzen, die später auch mit Motor angeboten wurden.
In Nordamerika entstanden in dieser Zeit dem Bedarf folgend die ersten Kombinationen aus Schneeraupe und Pistenwalze, unter anderem von Bombardier, Tucker und Thiokol. Um diesen Erfolg in Europa fortzusetzen, kooperierte Bombardier in den 1960er-Jahren mit den österreichischen Unternehmen Lohner-Werke, Rotaxwerke und Schuster und Schreiner in Graz. Letztere stellten in den 1960er-Jahren mit dem BS 01 (BS für „Bombardier/Schreiner“) die erste europäische Pistenraupe her. Die Lohner-Werke wurden 1970 ganz von Bombardier übernommen.
Das Schweizer Unternehmen Ratrac kooperierte ab Anfang der 1960er-Jahre mit dem US-Hersteller Thiokol und produzierte dessen Pistenraupe Ratrac-S ab 1963 in Europa.

### 1965–1975: Marktexpansion
Nachdem sich die Pistenraupen in den ersten Skigebieten bewährten, schoss die Nachfrage in die Höhe. Weitere Hersteller betraten den Markt, überwiegend bereits Hersteller von anderen Spezialfahrzeugen, darunter Steininger (PR120), Kahlbacher (Schneewiesel K2000), Hämmerle (PR2000, Schneemaus), Prinoth (P15), Leitner (Hydrotrac 320), SGP (Pistengrader), Schäffer&Budenberg (Regent), Meili (VM3500), Fendt (H3), Valmec (BoBo 68), Kässbohrer (K801).
Die Pistenraupen der 1960er-Jahre verfügten über Ottomotoren, welche die Ketten direkt mechanisch antrieben; in den 1970er-Jahren setzte sich dann jedoch der dieselhydraulische Antrieb durch.

### Ab 1975: Sättigung und Konsolidierung
Bis Mitte der 1970er-Jahre wuchs die Zahl der europäischen Pistenraupen-Hersteller auf fast 30. Gegen Ende der 1970er-Jahre trat jedoch der bis dahin stark wachsende Markt in eine Phase der Sättigung ein. Viele Hersteller wurden von Wettbewerbern übernommen oder wandten sich von dem Marktfeld ab. 2016 war fast der gesamte Weltmarkt für Pistenraupen unter nur zwei Herstellern aufgeteilt:

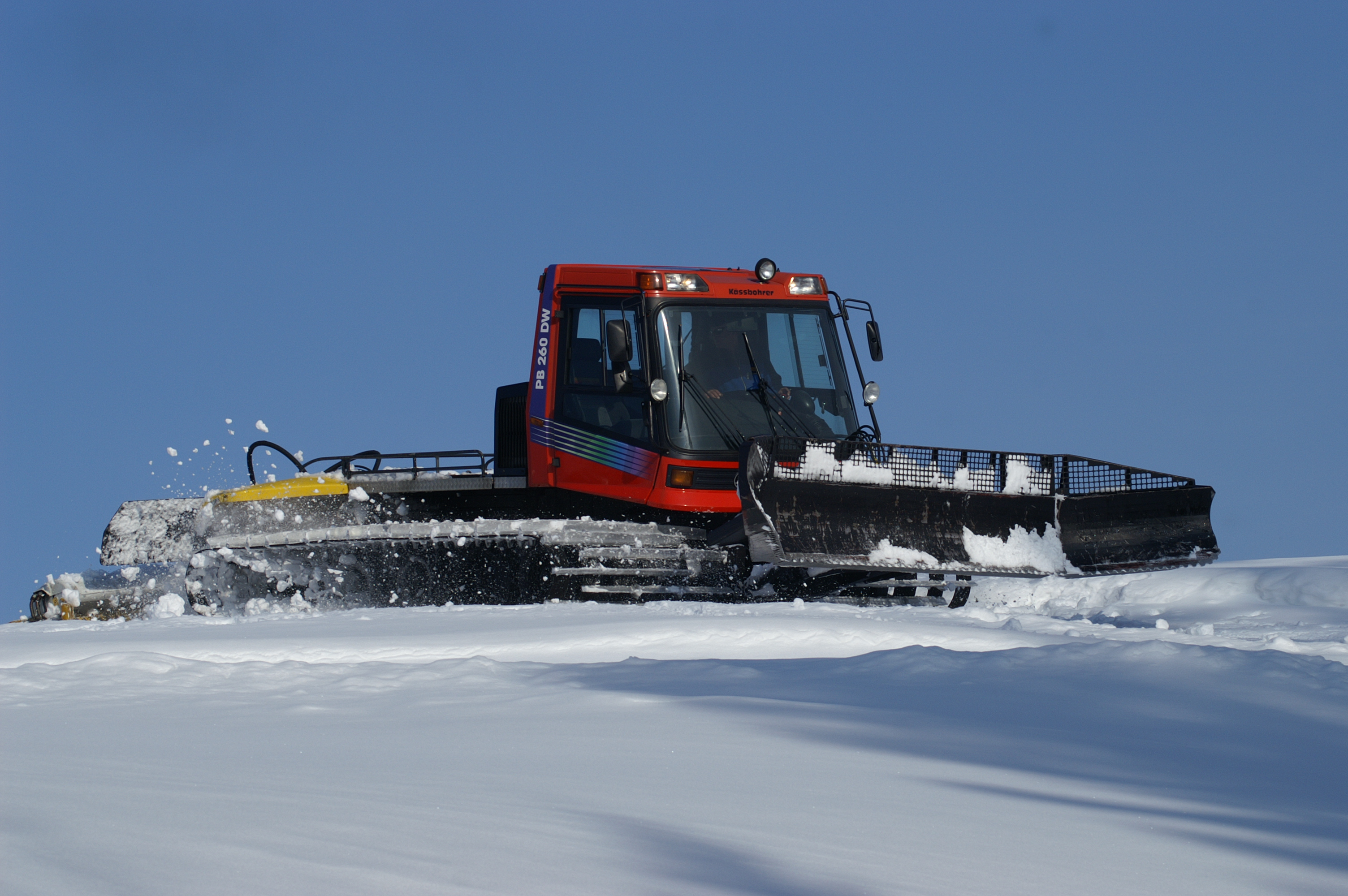
Kässbohrer PB 260 D

- Marktführer mit einem Marktanteil von etwa 55 % im Jahre 2016 ist die deutsche Firma Kässbohrer Geländefahrzeug AG. Das erste Pistenraupenfahrzeug von Kässbohrer war das Sonderfahrzeug K801, welches am 12. Dezember 1969 erstmals ausgeliefert wurde.[11] 2008 erwarb Kässbohrer den finnischen Produzenten Formatic.
- Die Prinoth AG aus Sterzing (Italien) hatte 2016 einen Marktanteil von ca. 45 %.[10] 1962 fuhr der erste Prototyp eines Pistenraupfahrzeugs von Prinoth, die P60. 1964 stellte die Prinoth AG die ersten Serienfahrzeuge her.[12] Prinoth übernahm 2005 die Pistenraupen-Sparte des kanadischen Herstellers Camoplast, welche zuvor aus Abspaltung von Bombardier Recreational Products hervorgegangen war.

## Weitere Verwendung

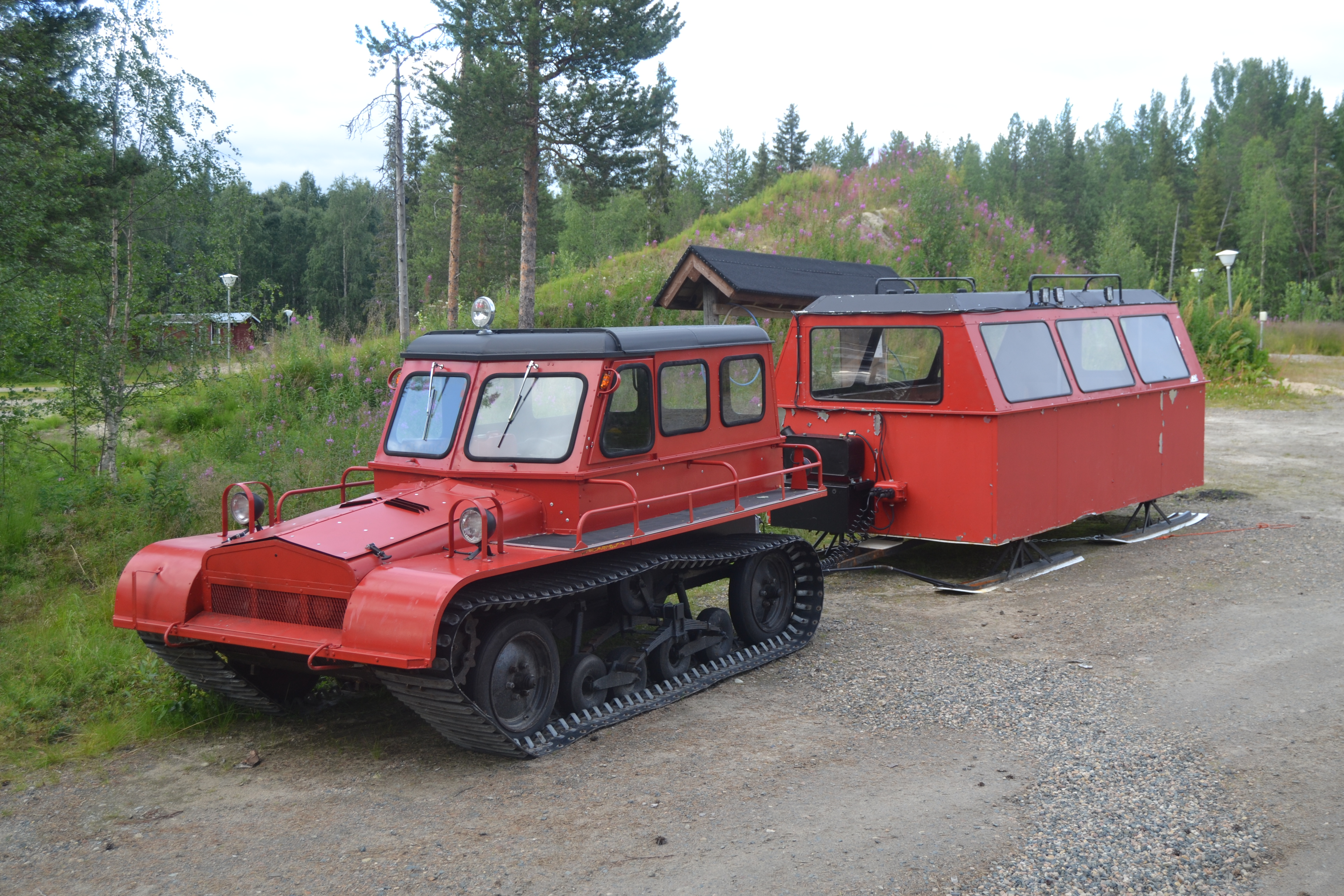
Skandinavisches Kettenfahrzeug Snow-Trac mit Kufen-Anhänger zum Personentransport

Aufgrund ihrer Geländegängigkeit und der geringen Flächenbelastung (Aufstandsdruck) von typischerweise 4 bis 6 kN/m² (entspricht etwa 40 bis 60 g/cm²) werden Pistenraupen auch abseits der Skipiste genutzt. Zum Einsatz kommen die Maschinen für landwirtschaftliche Zwecke, für Verschubarbeiten (Verschieben von Schüttgut) beim Torfabbau in Mooren oder bei Biogasanlagen zum Einbringen von Silage in Fahrsilos sowie dem Bewegen von Hackgut.
Mit ihrem Kettenantrieb kommt die Pistenraupe auf den feinen und losen Untergründen leicht vorwärts und bleibt nicht so rasch stecken wie ein vierrädriges Fahrzeug. Die hohe Schubkraft und die spezifische Gewichtsverteilung ermöglichen ein schnelles Bewegen von Material. Durch den breiten Schild können auch dünne Schichtstärken aufgetragen werden. Das Gewicht der Maschine sorgt für eine gute Verdichtung bei beispielsweise Maissilage, Grassilage, Hangbegrünungen oder im Teichbau. 
Beim sogenannten Catskiing werden Pistenraupen außerdem dazu verwendet, Gelände-Skifahrer und -Snowboarder zu entlegenen, unbefahrenen Hängen zu transportieren. Dank der montierten Sitzgelegenheiten können somit auch große Gruppen zum Freeriden gebracht werden. Vor allem in Nordamerika ist Catskiing eine günstige und umweltfreundlichere Alternative zum Heliskiing.